# Манастир (Пловдивська область)
Ма́настир (болг. Манастир) — село в Пловдивській області Болгарії. Входить до складу общини Лики.

## Населення
За даними перепису населення 2011 року у селі проживали 80 осіб, з них 78 осіб (97,5%) — болгари.
Розподіл населення за віком у 2011 році:
Динаміка населення: